# Jean-Pierre Léaud
Jean-Pierre Léaud (París, 28 de mayo de 1944) es un actor de cine francés, conocido por su colaboración con los directores franceses François Truffaut (en siete películas) y Jean-Luc Godard (en nueve películas).

## Trayectoria
Aunque en 1957 ya había intervenido en la película El intrépido La Tour de Georges Lampin, saltó a la fama como actor cuando tenía 14 años de edad en el papel de Antoine Doinel, un alter ego del director francés François Truffaut , en Los cuatrocientos golpes.
A lo largo de un período de 20 años, protagonizó en cuatro películas más de Truffaut, la vida de Doinel, en las tres últimas junto con la actriz Claude Jade en el papel de su novia y luego esposa, Christine. 
Esas películas fueron Antoine y Colette (1962), episodio de la película colectiva El amor a los veinte años (1962), Besos robados (1968), Domicilio conyugal (1970) y El amor en fuga (1978). También participó en otros filmes de Truffaut en papeles diferentes al de Antoine Doinel, como en Las dos inglesas y el amor (1971) y La noche americana (1973).
Léaud ha actuado también en películas de otros influyentes directores, como Jean Eustache, Jean-Luc Godard, Bernardo Bertolucci, Pier Paolo Pasolini, Aki Kaurismaki, Tsai Ming-Liang y Olivier Assayas. Con estos tres últimos, su filmografía fue resucitada.
Kaurismaki le dio papeles distintos a los habituales de Leaud porque, en palabras del director finés, siempre se ha dicho que Leaud hace de sí mismo.

## Comentarios
Su personaje en las películas del ciclo Doinel puede considerarse como un alter ego de Truffaut, ya que estas películas contienen muchos aspectos autobiográficos que remiten a la vida de Truffaut; así, por ejemplo, en Los 400 golpes: el preadolescente con serios problemas familiares y escolares, el ausentismo escolar (en el caso de Truffaut, para asistir al cine), los pequeños robos... En las posteriores películas de la serie quizá no sean tan claras las referencias a la vida de Truffaut, pero se adivinan en detalles como la deserción (y posterior encarcelamiento) del protagonista, la azarosa vida sentimental del mismo, su interés por la lectura,...
Su filmografía es valorada por la crítica como la mejor de un actor europeo. Sin embargo, el actor no ha sido muy valorado por la crítica.

## Filmografía (parcial)
- El intrépido La Tour (Georges Lampin,1957)
- Los 400 golpes (Truffaut, 1959)
- Le Testament d'Orphée - El testamento de Orfeo (1960)
- Boulevard - (Julien Duvivier, 1960)
- Antoine et Colette, episodio del filme colectivo "L'amour à vingt ans" - (Truffaut, 1960)
- Mata Hari Agent H21 - (Jean Louis Ricahrs, 1964)
- Alphaville - (Jean-Luc Godard, 1965)
- Pierrot le fou - Pierrot el loco (Godard, 1965)
- Masculino, femenino (Masculin, féminin)- Masculino, femenino (Godard, 1965)
- Le père Noël a les yeux bleus (Eustache, 1966)
- Made in USA (Godard, 1966)
- La Chinoise - La China (Godard, 1967)
- Week End (Godard, 1967)
- Baisers volés - Besos robados (Truffaut, 1968)
- Porcile (Pasolini, 1969)
- Le gai savoir (Godard, 1969)
- Domicile conjugal - Domicilio conyugal (Truffaut, 1970)
- Les deux Anglaises et le Continent - Las dos inglesas y el amor (Truffaut, 1971)
- Last Tango in Paris - El último tango en París (Bertolucci, 1972)
- La Maman et la Putain - La mamá y la puta (Eustache, 1973)[10]
- La Nuit américaine - La noche americana (Truffaut, 1973)
- L'amour en fuite - El amor en fuga (Truffaut, 1978)
- Détective (Godard, 1985)
- 36 Fillette (1988)
- Contraté a un asesino a sueldo (I Hired a Contract Killer) (1990) de Aki Kaurismäki
- La vie de bohême (Kaurismäki, 1992)
- Mon Homme (Bertrand Blier,1996)
- Irma Vep (Olivier Assayas, 1996)
- Diary of a Seducer (2001)
- What time is it there? (Tsai Ming-Liang, 2001)
- La guerre á Paris (Yolande Zauberman, 2002)
- Folle embellie (Domenique Cabrera, 2004)
- J'ai vu tuer Ben Barka - El asunto Ben Barka, (Serge Le Peron- Saïd Smihi, 2005)
- Face, (Tsai Ming-Liang, 2009)
- Le Havre, (Aki Kaurismäki, 2011)
- La muerte de Luis XIV, (Albert Serra, 2016)

## Premios y distinciones
Festival Internacional de Cine de Cannes
| Año  | Categoría               | Película | Resultado |
| ---- | ----------------------- | -------- | --------- |
| 2016 | Palma de Oro Honorífica | -        | Ganador   |

Festival Internacional de Cine de Berlín
| Año  | Categoría                   | Película            | Resultado |
| ---- | --------------------------- | ------------------- | --------- |
| 1966 | Oso de Plata al mejor actor | Masculino, femenino | Ganador   |